# بوئینگ ایکس-۵۱

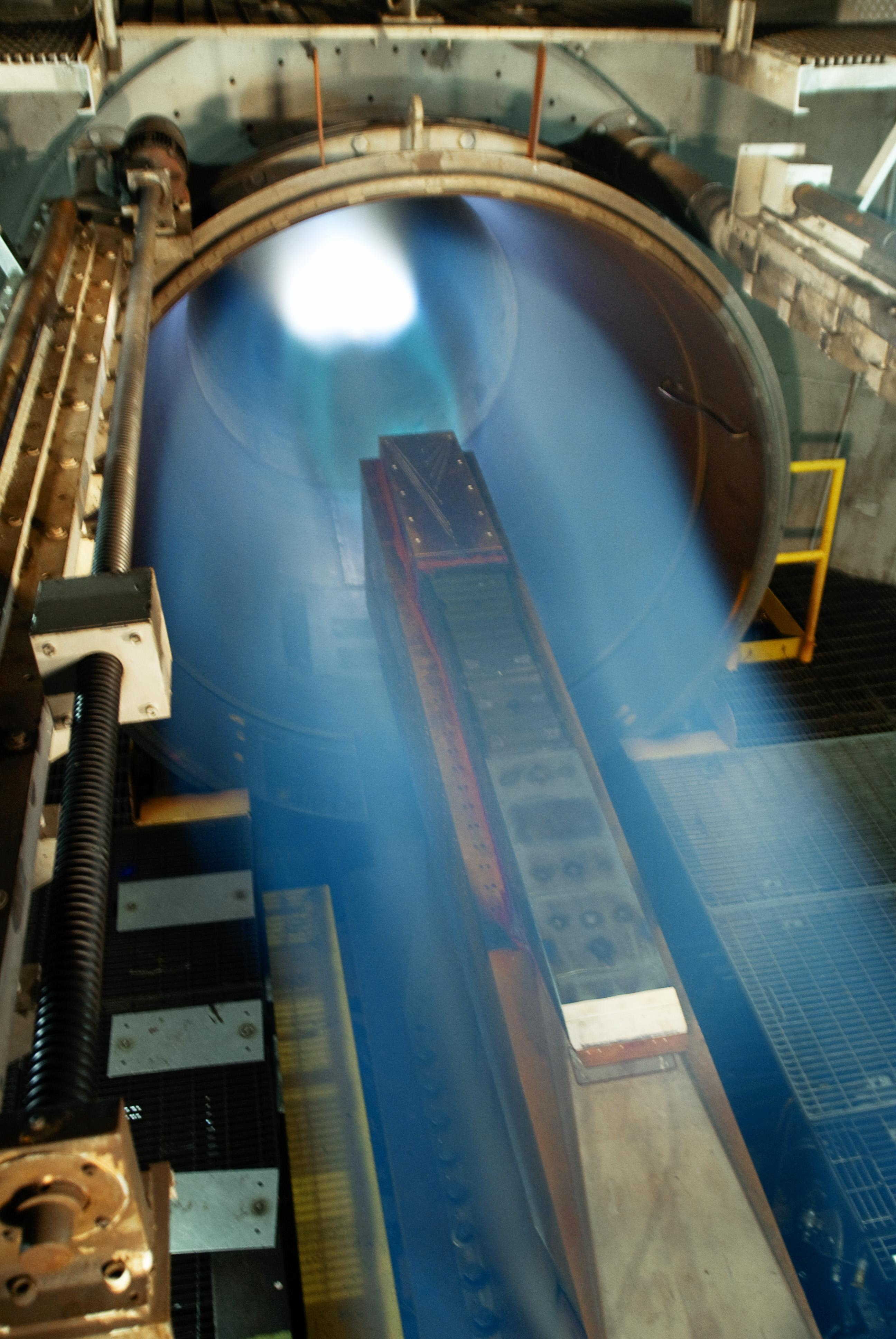
آزمایش موتور هواپیما به روی زمین با شرایط پرواز ماخ ۵

بوئینگ ایکس-۵۱ هواپیمای ساخت شرکت بوئینگ آمریکایی است که نخستین پروازش را در ۲۶ مه ۲۰۱۰ انجام داد
و هم‌اکنون در حال پروازهای آزمایشی است و توسط نیروی هوایی ایالات متحده آمریکا به کار گرفته خواهد شد.
هواپیمای ایکس-۵۱ تست مافوق صوت (۶ ماخ ، حدود ۴۰۰۰ مایل در ساعت (۶۴۰۰ کیلومتر / ساعت) در ارتفاع) در تاریخ ۲۶ مه ۲۰۱۰ با موفقیت انجام داده همچنین طولانی‌ترین مدت زمان پرواز در سرعت‌های بیش از ماخ ۵ به دست آورد.

## مشخصات
منبع اطلاعات امنیت جهانی
مشخصات عمومی
- طول:  ()
- پهنای بال:  ()
- ارتفاع:  ()

 عملکرد 